# Siphocampylus eichleri
Siphocampylus eichleri är en klockväxtart som beskrevs av August Kanitz. Siphocampylus eichleri ingår i släktet Siphocampylus och familjen klockväxter. Inga underarter finns listade i Catalogue of Life.